# Federação Angolana de Atletismo
A Federação Angolana de Atletismo é a entidade que supervisiona a prática de atletismo em Angola. Foi fundada em 19 de fevereiro de 1979 por 25 clubes e é atualmente presidida por Bernardo João. Filiou-se à Associação Internacional de Federações de Atletismo em 1981.